# Harry Johansson
Harry Johansson es un deportista sueco que compitió en piragüismo en la modalidad de aguas tranquilas. Ganó una medalla de oro en el Campeonato Mundial de Piragüismo de 1950 en la prueba de K4 10000.

## Palmarés internacional
| Campeonato Mundial | Campeonato Mundial     | Campeonato Mundial | Campeonato Mundial |
| Año                | Lugar                  | Medalla            | Evento             |
| ------------------ | ---------------------- | ------------------ | ------------------ |
| 1950               | Copenhague (Dinamarca) | Medalla de oro     | K4 10 000 m        |